# Kieft (bedrijf)
Kieft is een historisch bedrijf dat bekend werd van de productie van auto's en scooters, maar dat daarnaast nog vele andere artikelen leverde. 
De bedrijfsnaam was Cyril Kieft & Company Limited, later Kieft and Company Limited, Kieft Cars Ltd., Wolverhampton en Bridgend.

## Geschiedenis

### Cyril Kieft
Cyril Kieft werd in september 1911 in Swansea geboren. Hij ging net als zijn vader Alfred in de staalindustrie werken, en in 1935 was hij manager van de grote staalfabriek in Scunthorpe. Eind 1935 verliet hij Scunthorpe en kocht hij samen met zijn vader vier staalfabrieken. Dit waren de Wolverhampton Steel and Iron Company en de Monmore Green Rolling Mills Limited in Wolverhampton en Haybridge Steel en de Shropshire Iron & Steel Company Limited in Shropshire. In 1939 kocht Cyril W. H. Birkinshaw & Company Limited, een smederij en gereedschapsmakerij die gevestigd was in de Reliance Works in Wolverhampton. De naam van het bedrijf werd veranderd in Cyril Kieft & Company Limited, maar de gereedschappen (schoffels, houwelen, kruiwagens, bijlen, dissels enz.) werden verkocht in de merknaam van Birkinshaw, "Pamax". Bovendien verzorgde men smeedwerk voor de Ford Motor Company. Het bedrijf was de grootste leverancier van houwelen voor de kolenmijnen. In 1941 kocht Cyril Sellamn & Hill Limited aan Stewart Street in Wolverhampton. Dit bedrijf maakte onder de merknaam "Crescent" metalen serviesgoed. Tijdens de Tweede Wereldoorlog werd Cyril Kieft opgeleid tot explosievenopruimer bij de Home Guard.
In 1946 werden de vier staalfabrieken samengevoegd tot de Wolverhampton Iron & Steel Company (1946) limited, met Cyril als directeur. Nog vóór het einde van het jaar verkocht hij zijn belangen in het bedrijf omdat hij vreesde ambtenaar te worden nadat de industrie genationaliseerd zou worden. Na de verkoop van de Wolverhampton Iron & Steel Company kocht Cyril een voormalige munitiefabriek van het Britse Ministerie van Oorlog in Bridgend, niet ver van zijn geboorteplaats Swansea. De productie aan Stewart Street werd verplaatst naar deze fabriek. Daar werden ook thermostaten, elektrische ketels, gelatinevormpjes, petroleumlampen, sloten en onderdelen voor de voertuigindustrie gemaakt. Cyril kocht ook Orton and Smith Limited in Willenhall, een bedrijf dat gespecialiseerd was in slagersbijlen.

### Kieft auto's
Naast het verzamelen van postzegels en Chinees porselein behoorde ook de autosport tot de hobby's van Cyril. Hij was hierdoor waarschijnlijk aangestoken door zijn vader Alfred, die regelmatig wedstrijden op het Brooklands circuit had bezocht. In 1949 kocht hij een Marwyn 500cc-raceauto met een JAP-motor en nam zonder succes deel aan de heuvelklimwedstrijd in Lydstep. Zijn voorligger Jack Moor vloog met zijn GN Wasp over de kop en dat maakte genoeg indruk op Cyril om zijn vrouw Megan te beloven zijn eigen raceloopbaan meteen te beëindigen. Maar de tegenvallende prestaties van de Marwyn auto deed hem ook besluiten iets beters te bouwen. Cyril kocht de tekeningen van Marwyn en baseerde zijn eerste prototype grotendeels op deze auto, maar de wielophanging werd helemaal veranderd. Hij startte in Bridgend meteen een kleine productie van eenzitters (de Kieft Mk I) en hij nam twee auto's met JAP speedwaymotoren, een van 500 cc en een van 350 cc mee naar het Autodrome de Linas-Montlhéry in Frankrijk. Dit circuit stond bekend omdat er (net als in Brooklands) veel snelheidsrecords werden verreden. Ken Gregory, de manager van Stirling Moss, benaderde hem om Stirling in de 500 cc auto te laten rijden. Ken en Stirling prepareerden de auto zelf en het 350cc-model werd bestuurd door John Neal. Het werd een groot succes; de auto's behaalden samen 14 records in hun klassen. Hierna richtten Ken Gregory, Stirling Moss en Cyril Kieft samen Kieft and Company Limited op, waarvan ze alle drie directeur werden. Moss (indertijd pas 21 jaar oud) had al plannen om een nieuwe auto aan te schaffen die door Ray Martin in Londen werd gebouwd. Cyril nam de schulden en verplichtingen over en deze auto vormde de basis voor de nieuwe Kieft modellen CK 51 en CK 52. Er werd een aantal van deze auto's gebouwd, en Moss won de Formule 3 wedstrijd in Silverstone, de Goodwood International, de Nederlandse Grand Prix in Zandvoort en andere races. Don Parker werd als tweede rijder aangetrokken. In 1952 won hij 22 wedstrijden en hij werd kampioen in de Formule 3. In1953 won hij 30 races en opnieuw het Formule 3 kampioenschap. Door deze successen werd Kieft uitgenodigd door de Society of Motor Manufacturers and Traders om zijn auto's tentoon te stellen tijdens de Earls Court Motor Show in 1952 en 1953. Intussen vertrok Stirling Moss om te gaan racen voor Cooper. Door de kolenmijnstakingen in Zuid-Wales van september 1952 viel in de fabriek in Bridgend regelmatig de stroom uit, waardoor de fabriek tijdelijk gesloten moest worden. Cyril was van plan een tweeliter sportwagen te gaan maken, en hij verhuisde de productie naar Derry Street in Wolverhampton, waar de auto- en motorfietsindustrie veel groter was en hij makkelijker aan ervaren personeel kon komen. Hij zocht nu ook een professionele ontwerper en vond Gordon Bedson, Chief Experimental Engineer bij Vickers. Die kreeg een huis in Wolverhampton en Cyril Kieft benoemde hem tot directeur van het bedrijf, dat nu Kieft Cars Limited ging heten.
Begin 1953 was de productie in Wolverhampton al opgestart en men produceerde 500 cc Formule 3 auto's, tweeliter Formule 2 auto's en 4½ liter Formule 1 auto's. De nieuwe auto's waren erg succesvol; Kieft behaalde de eerste twee plaatsen in de Grand Prix van Lissabon. Kieft besloot de eerste auto met een volledige fiberglas carrosserie te maken. Deze 1100 cc Sports Car had een chassis dat bestond uit 8,9 cm stalen buizen met onafhankelijke wielophanging vóór en achter en een 1098 cc Coventry Climax viercilinder lijnmotor met een bovenliggende nokkenas en een door Moss ontwikkelde versnellingsbak. De motor leverde 72 pk bij 6.400 tpm en daarmee haalde de auto meer dan 110 mph (177 km/h). In 1954 verschenen twee van deze auto's op de Earls Court Motor Show. Bovendien bouwde Kieft een Formule 1 auto met een Coventry Climax Godiva V8. De levering van de motor duurde echter meerdere maanden. Cyril Kieft begon zijn geduld te verliezen en wilde terugkeren in de staalindustrie nadat deze gedenationaliseerd was. Hij verliet de autofabriek nadat slechts zes 1100 cc auto's gebouwd waren en verkocht de autoproductie inclusief de race-afdeling aan Berwyn Baxter, de eigenaar van de Baxter Screw and Rivet Company in Birmingham. Die nam de productie van de auto's over en verplaatste ze in 1956 naar Birmingham. Daar werden echter weinig auto's gebouwd, en de productie eindigde in 1961. 

### Kieft scooters, bromfietsen en motorfietsen
In 1955, 1956 en 1957 leverde Cyril Kieft ook scooters en bromfietsen onder de merknaam "Kieft". Die waren echter gebouwd door Hercules Fahrrad GmbH & Co in Neurenberg. De Kieft 200R scooter had een 200 cc Fichtel & Sachs tweetaktmotor en een startmotor. De K50 bromfiets had een 49 cc Fichtel & Sachs tweetaktmotor met twee versnellingen en een kickstarter. In 1957 kwamen er twee nieuwe scootermodellen, ditmaal met Villiers blokken van 147- en 197 cc, maar ook een Hercules 200cc-motorfiets met drie versnellingen. Daar werden er niet veel van verkocht, want in september 1957 nam BP Scooters in Wolverhampton de verkoop van de Hercules modellen over. Ze gingen toen Prior heten. 

### DKR scooters
Kieft liet de scooters niet los, hij ging ze zelfs produceren. Daarvoor verbond hij zich met Barry Day en Noah Robinson, beiden van Willenhall Motor Radiator om op Pendeford Airport de DKR (Day, Kieft, Robinson) scooters te gaan produceren.

### Mijngereedschap
Cyril Kieft richtte zich in Derry Street op de productie van gereedschap voor de kolenmijnen. Hij ging wolfraam-carbon snijkoppen voor boorhamers maken en kocht daarvoor twee BECHE matrijspersen. Die waren zo luidruchtig dat hij uiteindelijk na klachten van buren zijn fabriek moest sluiten. Hij kocht een matrijssmederij in Witton (Birmingham) en verhuisde de productie in 1956 daarnaartoe.

### Pensioen
Na zijn pensionering ging Cyril Kieft graag varen met zijn motorjachten, zowel in de Britse wateren als in de Middellandse Zee. Hij was lid van de Royal Yacht Club, maar bracht ook veel tijd door met zijn familie. In 2002 verhuisde hij naar Spanje om bij zijn familie te wonen, maar hij overleed op 10 mei 2004.